# La vita cos'è?
Chansons représentant la Suisse au Concours Eurovision de la chanson
Lass' ihn
(1998) Dans le jardin de mon âme
(2002)
La vita cos'è? (en français, Qu'est-ce que la vie ?) est la chanson représentant la Suisse au Concours Eurovision de la chanson 2000. Elle est interprétée par Jane Bogaert.
La chanson est la seizième de la soirée, suivant Wadde hadde dudde da? interprétée par Stefan Raab pour l'Allemagne et précédant Kad zaspu anđeli interprétée par Goran Karan pour la Croatie.
Un des choristes est Al Bano.
À la fin des votes, elle obtient 14 points et finit à la vingtième place sur vingt-quatre participants.